# Palle Suenson
Palle Suenson (6. juli 1904 på Frederiksberg – 14. juli 1987) var en dansk arkitekt, professor og rektor for Kunstakademiet.
Forældre: Ingeniør, senere professor Edouard Suenson og Henriette Benedicte Hartmann. Gift første gang 21. december 1931 på Frederiksberg med Conny Annette Schall Holberg, f. 26. september 1906 i Kastrup, datter af forfatter Kai Caroc Schall Holberg og Ragnhild Bojesen. Ægteskabet opløst. Gift anden gang 31. december 1943 i København med Birte Svarre, f. 31. december 1918 i Skodsborg, (gift første gang 1938 med Maler Flemming Bergsøe), datter af restauratør Aage Thorvald Svarre og Karen Alice Jensen. Ægteskabet opløst. Gift tredje gang 14. juni 1958 i Søllerød med Ulla Krohn, f. 5. juni 1926 i København, datter af grosserer Kay Berg Krohn og Minna Mathilde Jensen. 

## Uddannelse
Student 1922; forberedelse til Akademiet på Teknisk Skole, optaget oktober 1923; afgang januar 1930. Medarbejder hos Kay Fisker og S.C. Larsen 1925-29, hos Kaj Gottlob 1929-30; selvstændig virksomhed fra 1930.
- Rejser: 1925 Frankrig, Italien; 1931 Sverige, Finland, Rusland, Polen, Tyskland, Holland, Belgien; siden flere rejser i Europa.

## Udstillinger
- Charlottenborg 1929, 1932, 1934, 1941, 1945
- Verdensudstillingen i Bryssel 1935
- Haag 1948
- Akademisk Arkitektforenings Vandreudstilling: Paris 1949, London og Edinburgh 1950

## Udmærkelser
- Neuhausens Præmie 1929
- Emil Bissens Præmie 1932
- Ridder af Dannebrog 1950, Ridder af 1. grad 1958 og Kommandør 1965.

## Stillinger og hverv
- Assistent ved Landbohøjskolen 1931-34
- Medlem af bestyrelsen for Akademisk Arkitektforening 1933-38
- Lærer ved Akademiets arkitekturskole fra 1934
- Professor i bygningskunst ved Akademiet fra 1941 til 1971
- Medlem af Akademiraadet fra 1949
- Dekan for arkitektskolen 1943-46, 1952-56
- Formand for Skolerådet 1952-56
- Rektor for Kunstakademiet 1956-65
- Medlem af Akademiraadet 1949-65
- Formand for Fonden for Bygnings- og Landskabskultur 1964-81, herefter Ulla og Palle Suensons Fond
- Formand for Selskabet for Bygnings- og Landskabskultur 1969-79; for Sammenslutningen for Bygnings- og Landskabskultur 1965-75
- Medlem af præsidiet for Den danske Nationalkomité for Det europæiske Bygningsfredningsår 1975
- Skandinaviens repræsentant i Europa Nostra Executive Committee 1973-78
- Dommer i adskillige arkitektkonkurrencer

## Værker
(København og omegn, når ikke andet nævnes:)
- Boligbebyggelse, Strandboulevarden 36-44 (1930-31, sammen med Thorvald Dreyer)
- Treleddet, Finsensvej 61-71 (som forannævnte)
- Udvidelse og ombygning af Rødvig Kro, Rødvig (1932-33)
- Privatbankens afd., Vesterbro (1933)
- Privatbankens Rådhus Afdeling (1936)
- Privatbankens Gutenberghus Afdeling (1936)
- Regulering af facader på Privatbankens afdelinger (1939)
- Rækkehuse, Svejagervej, Gentofte (1935, sammen med Ib Martin Jensen)
- Det gjensidige Forsikringsselskab "Danmark", Klaregade 18, Odense (1935)
- Bank-, forretnings- og hotelbygning, Casino, Torvet, Ringsted (1937)
- Sparekassen for Nyborg By og Omegn, Kirkepladsen, Nyborg (1938)
- Indretning af restaurationen Au coq d'or, H.C. Andersens Boulevard 12 (1940)
- Spare- og Lånekasse, Torvet, Fåborg (1940)
- Aarhus Oliefabriks administrationsbygning, Århus (1942)
- Ombygning af Humleorehus ved Ringsted (1942)
- Landstedet Illumgård for direktør Svend Illum, Hveensvej 6, Rungsted (1942)
- Restauring af Guldmagerens Hus, Nyhavn 59 (1943, præmieret 1944)
- Boligbebyggelse, Saltholmsgade, Bornholmsgade, Morsøgade, Aalborg (1943-46 sammen med Carlo Odgård og Hugo Aaby Sørensen)
- Ombygning af Højkol (1944)
- Skibsaptering, bl.a. M/S Venus (1948)
- Sommerhuse, bl.a. for dr. Tage Kjær i Munkerup ved Dronningmølle og Svend Illums hus i Vedbæk (fuldført af Ernst Kühn)
- Restaurering og ombygning af Schæffergården, Ermelundsvej 105, Ordrup (1950, præmieret 1951)
- Parcelgaardens Rækkehuse (1950)
- Boligbebyggelsen Nærum Vænge, Nærum (1951-61)
- Skoleparken II, Holte (1955)
- Hovedkontor, F.L. Smidth, Vigerslev Allé, Valby (1957)
- Solgavehjemmet, Vigerslev Allé, Valby (1961)
- Ørkenfortet, hovedkontor, B&W, Christianshavn (1962. Fra 1980 Privatbanken/Unibank/Nordea. Ombygget 2017-2021 Hotel NH Collection Copenhagen)
- Flere plejehjem for Dansk Blindesamfund (efter 1961)
- Boligbebyggelsen Gassehaven, Gammel Holte (1972)

### Konkurrencer og projekter
- Ting- og Arresthus i Assens (Neuhausens Præmie 1929)
- Beboelsesejendom på Frederiksberg (Emil Bissens Præmie 1932)
- 3 enfamiliehuse (1934, 1. præmie, sammen med Ib Martin Jensen)
- Eenfamiliehus i jernbeton (1934, sammen med Ib Martin Jensen)
- Bebyggelse ved Knippelsbro (1937, 1. præmie, sammen med C.Th. Sørensen)
- Amtsgård for Københavns Amt (1942, indkøbt)
- Regulering af Rådhuspladsen (1942, sammen med civilingeniør Henrik Halberg, indkøbt)
- Aalborghallen (1945, sammen med Halldor Gunnløgsson, H. Gehrke Hansen og Ole Kornerup-Bang, indkøbt)
- Christian X's Hus, København (saneringsprojekt 1945, Fonden til Fædrelandets Vels Præmie)